# Euresia
Euresia là một chi bướm đêm thuộc họ Blastobasidae.